# François-Xavier Brunet

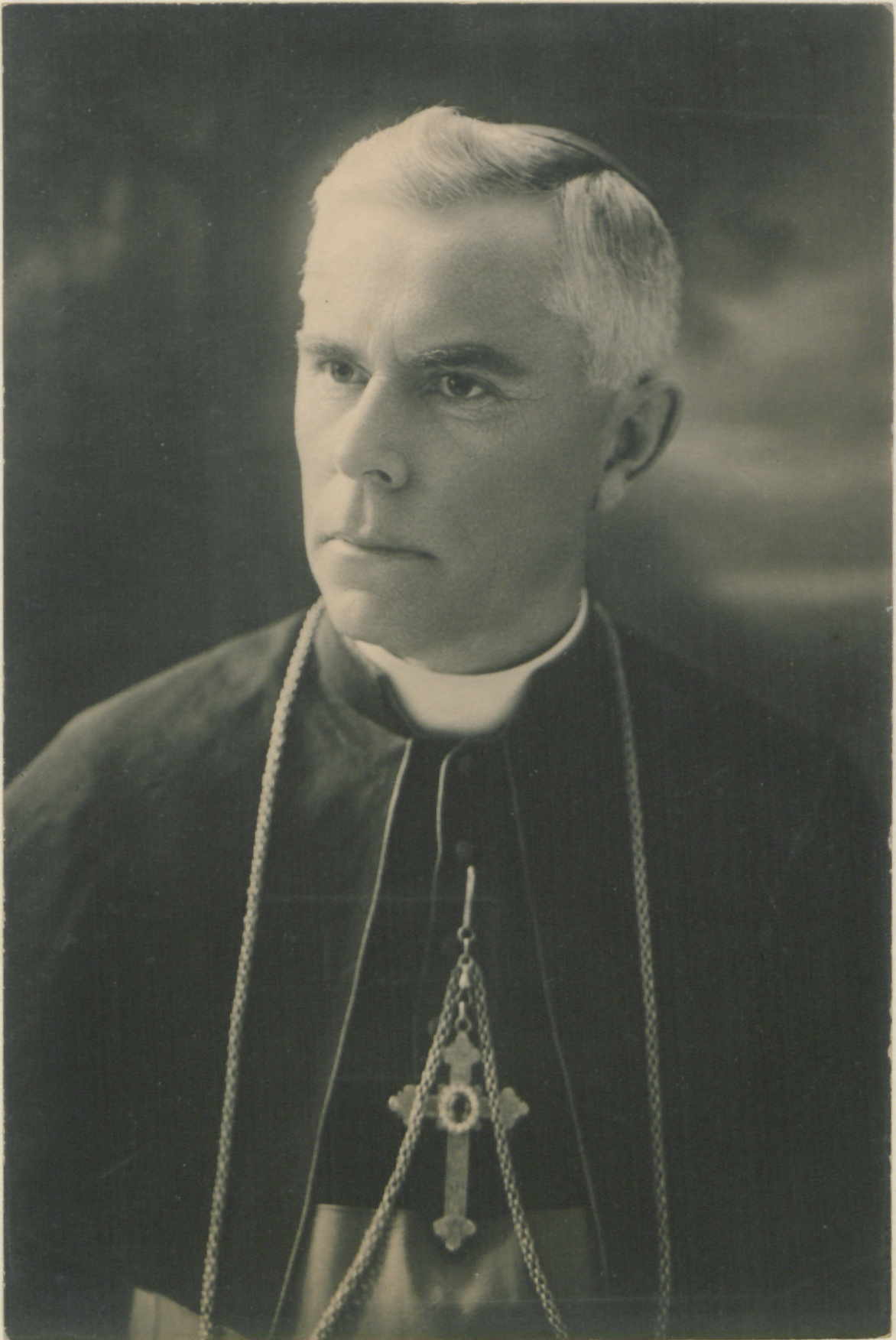
Bischof François-Xavier Brunet

François-Xavier Brunet (* 26. November 1868 in Saint-André-d’Argenteuil, Québec; † 7. Januar 1922 in Montreal) war ein kanadischer Geistlicher und römisch-katholischer Bischof von Mont-Laurier.

## Leben
François-Xavier Brunet studierte Philosophie und Katholische Theologie am Priesterseminar in Ottawa. Er empfing am 23. September 1893 durch den Erzbischof von Ottawa, Joseph-Thomas Duhamel, das Sakrament der Priesterweihe.
Anschließend war Brunet als Pfarrvikar in Ottawa, Masson-Angers, Thurso und Aylmer tätig. 1895 wurde er Kurat in Mayo und 1900 in Bourget. François-Xavier Brunet wurde 1904 persönlicher Sekretär des Erzbischofs von Ottawa, Joseph-Thomas Duhamel.
Am 6. August 1913 ernannte ihn Papst Pius X. zum ersten Bischof von Mont-Laurier. Der Erzbischof von Ottawa, Charles Hugh Gauthier, spendete ihm am 28. Oktober desselben Jahres die Bischofsweihe; Mitkonsekratoren waren der Apostolische Vikar von Temiskaming, Élie Anicet Latulipe, und der Bischof von Pembroke, Patrick Thomas Ryan.